# Institut des sciences marines de Roatán

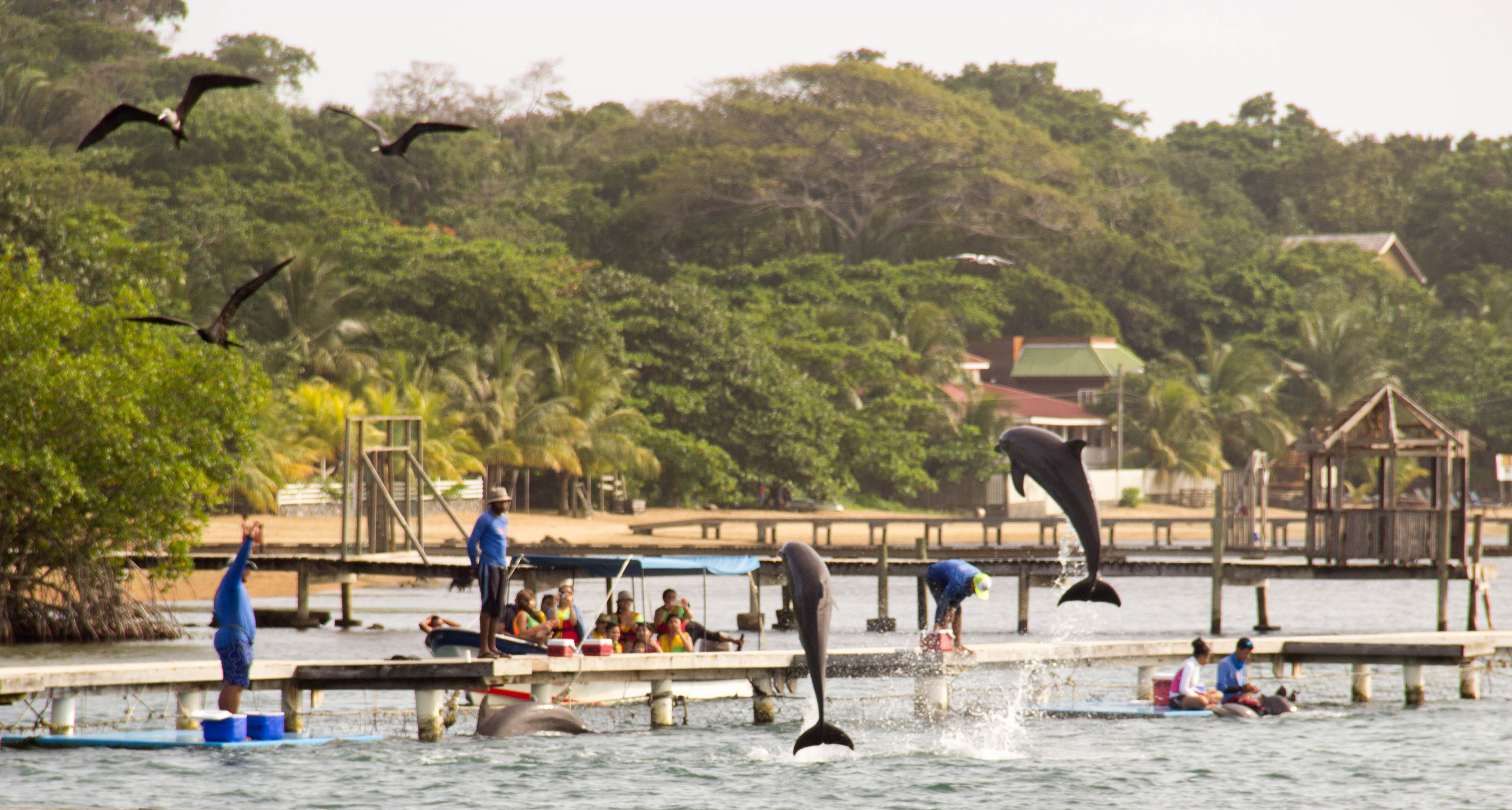
Les grands dauphins du Resort.

L'Institut des sciences marines de Roatán, aussi connu sous son nom original anglais Roatan Institute of Marine Science (RIMS), est un centre de recherche scientifique hondurien situé dans le département des Islas de la Bahía, sur l'île de Roatán. Il fait partie du Anthony’s Key Resort, un complexe touristique appartenant à la famille Galindo, et proposant hôtellerie en bungalows, kayak, paddle, spa, excursions et diverses interactions avec des dauphins captifs (plongée, nage, contact...).
Il a été fondé en 1989, au moyen d'une société ayant pour objectif de mener des recherches sur les récifs coralliens et la vie aquatique de la zone côtière du Honduras et des environs. L'institut comprend aussi un petit musée marin et le Dolphin Discovery Camp voué à l'étude du comportement des grands dauphins. 
L'Institut mène des programmes de recherche scientifique avec quelques universités américaines et accueille périodiquement des étudiants en biologie.

## Delphinarium
Ayant commencé avec deux individus captifs, l'installation en compte vingt-six en 2017. Parmi ceux-ci, sept ont été capturés sauvages, un a été secouru et dix-huit y sont nés.
Ils sont répartis sur deux enclos côtiers, l'un sur la petite île de Bailey’s Key (Dolphin Encounter) et l'autre sur l'île principale de Roatán (Dolphin Presentation).
Héctor et Iván sont deux dauphins, qui font l'objet d'études portant sur leur comportement, menées par le docteur en psychologie Stan Kuczaj. Ces dauphins utilisent entre eux un langage complexe, qui est la base de l'étude scientifique destinée à mieux les comprendre.

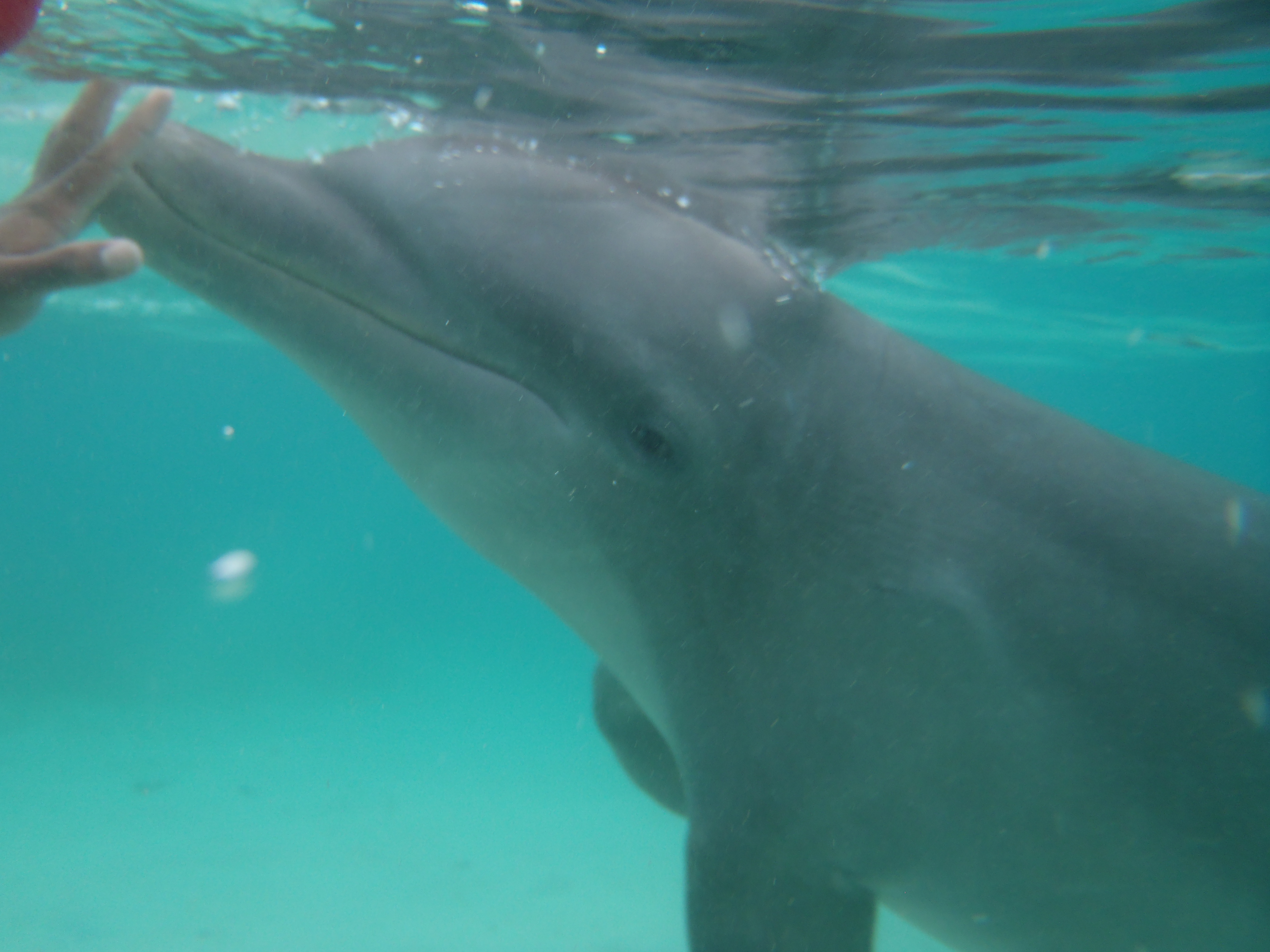
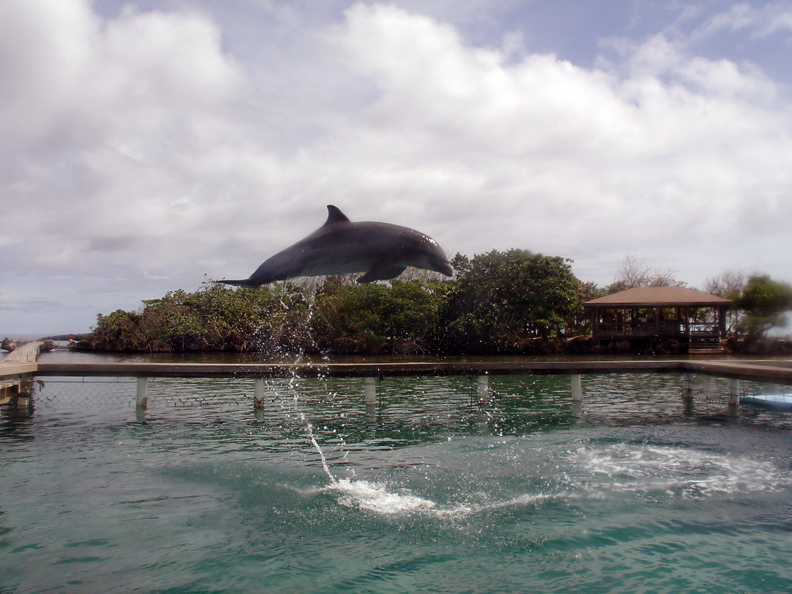
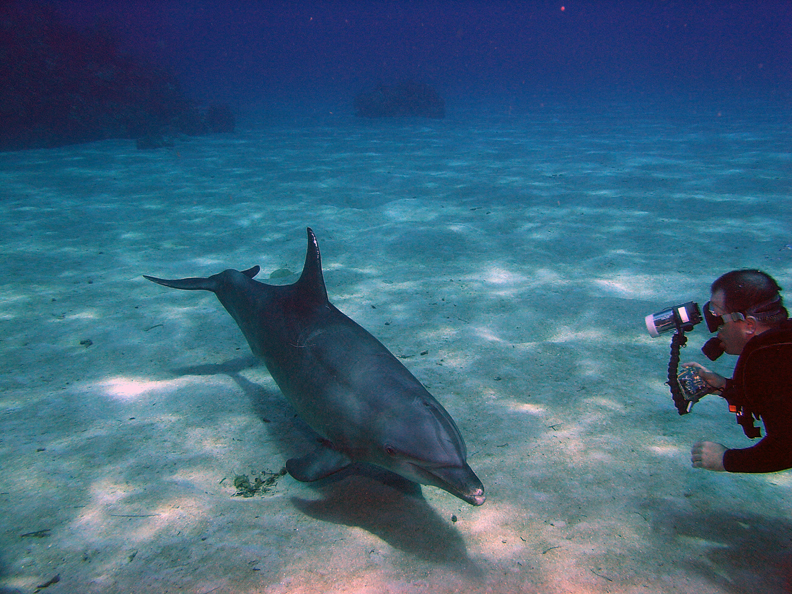
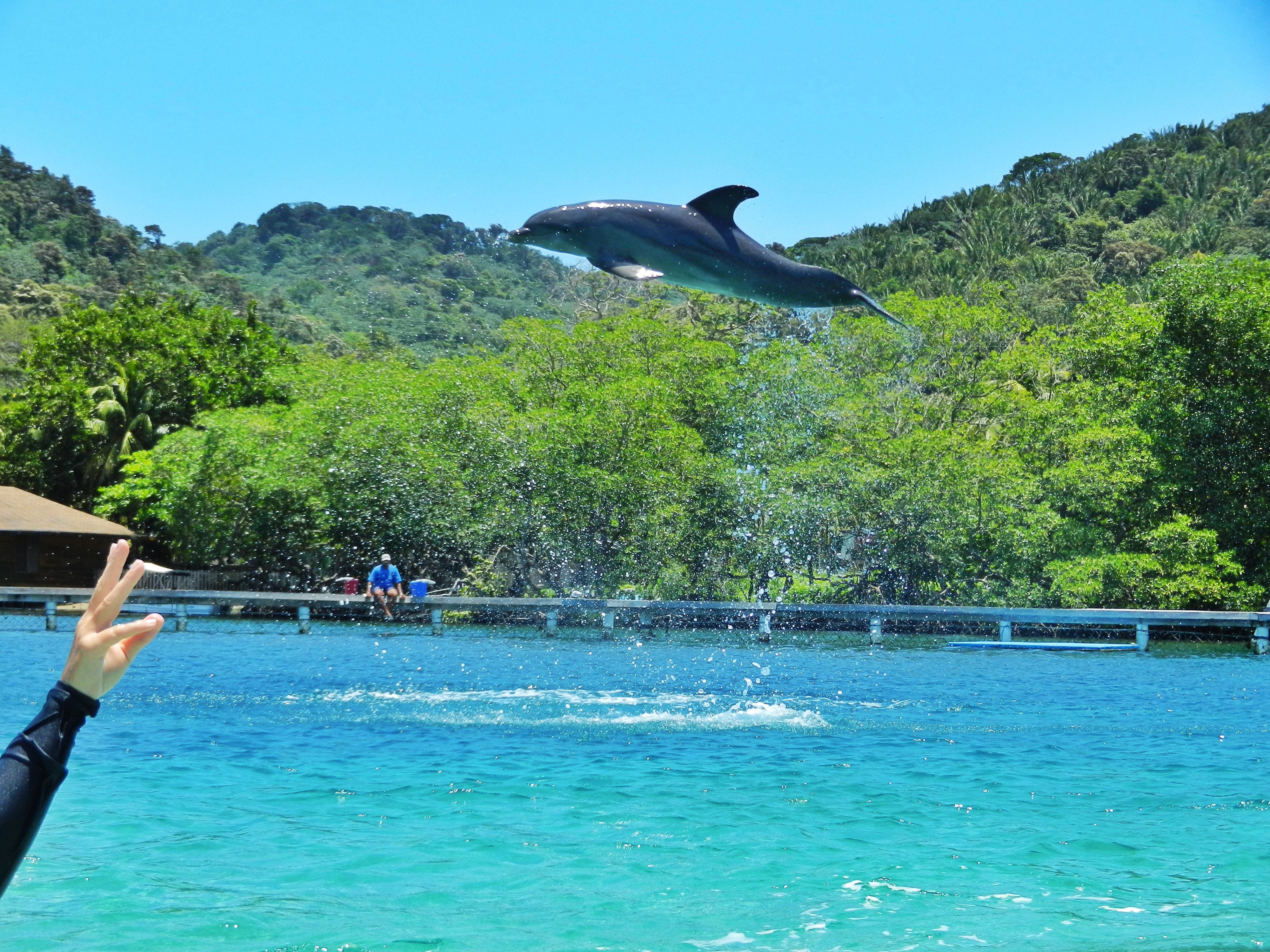